# Douro-Dummer
Douro-Dummer (offiziell Township of Douro-Dummer) ist eine Verwaltungsgemeinde im Südosten der kanadischen Provinz Ontario. Das Township liegt im Peterborough County und hat den Status einer Lower Tier (untergeordneten Gemeinde).
Die heutige Gemeinde entstand im Rahmen der Gemeindereform durch den Zusammenschluss der damaligen Township „Douro“ und „Dummer“ im Jahr 1998.

## Lage
Die Gemeinde Douro-Dummer wird nach Norden durch den östlichen Seen der Kawartha Lakes, den Stony Lake begrenzt. Im Westen markieren der Clear Lake und der Katchewanooka Lake sowie anschließend der Verlauf des Otonabee River die Gemeindegrenze. Im Südwesten grenzt die Gemeinde unmittelbar an die Stadt Peterborough. Nach Süden und Osten folgen die Gemeindegrenzen einem gradlinigen Verlauf. Douro-Dummer liegt dabei an nördlichen Rand des Golden Horseshoe (Goldenes Hufeisens) bzw. in den südlichen Ausläufern des kanadischen Schildes und etwa 125 Kilometer Luftlinie nordöstlich von Toronto.
Die Gemeinde gliedert sich in zwei Wards mit zahlreichen kleinen und kleinsten Ansiedlungen. Siedlungsschwerpunkte sind dabei der Sitz der Gemeindeverwaltung in „Warsaw“, sowie „Crowes Landing“, „Donwood“, „McCrackens Landing“ und „South Beach“ sowie das Umland des benachbarten „Lakefield“.
Im Nordosten findet sich mit dem Quackenbush Provincial Park einer der Provincial Parks in Ontario. Dieser Park konkret dient dem Schutz einer ehemaligen Siedlungsstätte der Wyandot.

## Demografie
Der Zensus im Jahr 2016 ergab für die Siedlung eine Bevölkerungszahl von 6709 Einwohnern, nachdem der Zensus im Jahr 2011 für die Siedlung eine Bevölkerungszahl von noch 6805 Einwohnern ergeben hatte. Die Bevölkerung hat damit im Vergleich zum letzten Zensus im Jahr 2011 entgegen den Schnitt um 1,4 % abgenommen, während der Provinzdurchschnitt bei einer Bevölkerungszunahme von 4,6 % lag. Bereits im Zensuszeitraum von 2006 bis 2011 hatte die Einwohnerzahl in der Gemeinde entgegen dem Provinzdurchschnitt schon um 2,1 % abgenommen, während die Gesamtbevölkerung in der Provinz um 5,7 % zunahm.

## Verkehr
Die Gemeinde wird im Westen vom in Nord-Süd-Richtung verlaufenden Kings Highway 28 durchquert.
Durch ihre Lage an den Seen und dem Otonabee River ist Douro-Dummer auch an den Trent-Severn-Wasserweg angebunden. Die Gemeinde wird darüber entweder nach Süden mit der Bay of Quinte des Ontariosees oder mit der Georgian Bay des Huronsees verbunden.